# Herman David Weber
Pour les articles homonymes, voir Weber.
Sir Herman David Weber, né le 30 décembre 1823 à Holzkirchen, mort le 11 novembre 1918 à Londres est un médecin bavarois.

## Carrière
Né d'un père allemand et d'une mère italienne, il fait ses études de médecine à l'Université de Marbourg et à Bonn où il obtient son diplôme en 1848. Durant ses études il se lie d'amitié avec plusieurs vétérans de la bataille de Waterloo et développe un attrait particulier pour l'Angleterre. C'est dans ce pays que se déroulera ensuite toute sa carrière médicale.
Il obtient un poste à l'hôpital Allemand du quartier londonien de Dalston et se marie à une Anglaise en 1854. Il est ensuite nommé au Guy's Hospital de Londres. Il est membre du Royal College of Physicians en 1855 et fellow en 1859.
Weber était partisan de l'exercice physique et insistait sur l'importance du climat dans le traitement des maladies, en particulier de la tuberculose. Il est l'un des fondateurs de la climatothérapie.
Son fils, Frederick Parkes Weber (1863-1962) fut également un médecin célèbre.

## Éponymie
- On doit à Herman Weber la description, en 1863, du syndrome de Weber, un syndrome alterne du tronc cérébral associant une paralysie du nerf oculomoteur d'un côté et une hémiplégie du côté opposé[1].